# Dinos

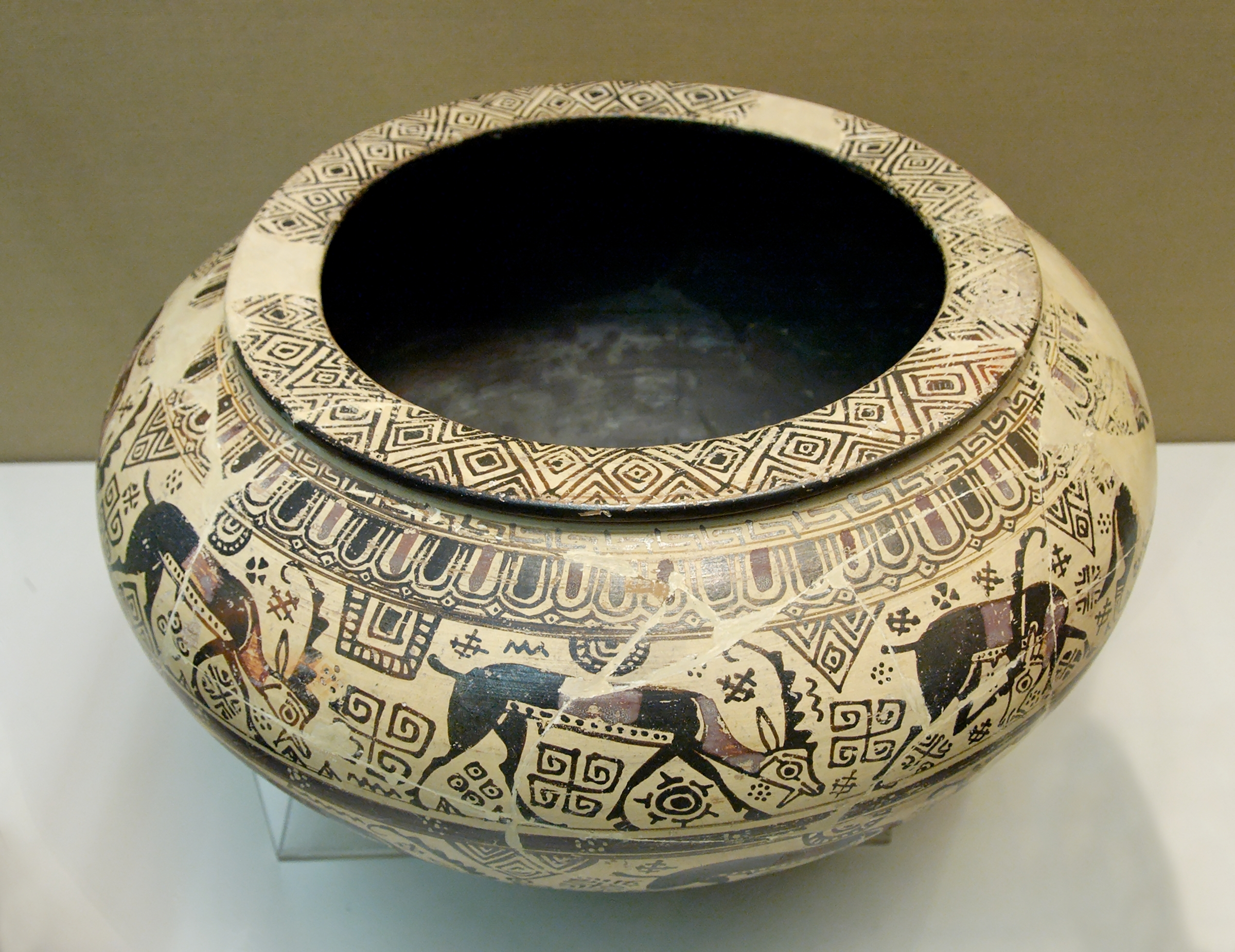
Dinos, British Museum, GR 1848.6-19.1a

Dinos di Prometeo, con il suo supporto Museo nazionale delle Marche

Il dinos (lingua greca antica δῖνος dínos o δεῖνος deínos - al plurale dínoi o deínoi) era un vaso a corpo globulare, destinato a poggiare su un supporto, avendo il fondo concavo; non ha anse. Era utilizzato in Grecia prevalentemente per mescolare l'acqua al vino.
Il termine è utilizzato in questa accezione solo a partire dall'epoca moderna, fonti letterarie sembrano suggerire che anticamente venisse usato per indicare una coppa da bevuta, mentre quello che oggi è chiamato dinos era chiamato lebes o lebete. Nell'accezione moderna la differenza tra il dinos e il lebete sembra basarsi sulle maggiori dimensioni del primo.
La forma, che derivava dai calderoni in metallo, apparve in ceramica a partire dalla metà del VII secolo a.C. Fu mantenuta fino al tardo V secolo a.C. e fu particolarmente importante nella prima metà del VI; il Dinos del Pittore della Gorgone, del 580 a.C., ne è il primo esempio noto ad Atene.
Il collo non è presente e l'imboccatura è ampia. Il fondo è arrotondato, privo di piede, e necessita di un supporto separato frequentemente dotato di elaborate modanature. Il corpo globulare del dinos, essendo privo di anse, consentiva una decorazione che si svolgeva intorno al vaso senza interruzioni. Esistono diverse rappresentazioni vascolari riguardanti l'utilizzo di questo recipiente nei simposi, si veda ad esempio l'anfora con il banchetto di Eracle e Atena del Pittore di Andocide.